# Лисенко, Вадим Андреевич
Лисенко, Вадим Андреевич (25 декабря 1937, Ленинград, СССР — 26 января 2016, Одесса, Украина) — украинский ученый, профессор основ архитектуры и реставрации.
Академик Инженерной Академии Украины, академик Строительной Академии Украины, член-кор. Академии Архитектуры Украины, член-корреспондент Международной инженерной академии, действительный член Нью-Йоркской Академии наук, действительный член ИКОМОС; профессор архитектуры и реставрации, заведующий кафедры «Архитектурные конструкции, реставрация и реконструкция зданий, сооружений и их комплексов» Одесской государственной академии строительства и архитектуры.
Включен в справочник об истории одесского волейбола.

## Детство
Родился в семье архитектора Андрея Онисимовича Лисенко и Тамары Александровны Лисенко (Черняковой). Во время Великой Отечественной войны был вывезен с детским домом из блокадного Ленинграда в Хакасию по Дороге жизни через Ладожское озеро. Там осенью 1942 года его отыскала мать и перевезла в Якутск, где работал отец.
В 1945 году с родителями переехал в Одессу, поступил в среднюю школу № 105, которую окончил в 1955 году. Затем, после неудачной попытки стать студентом ВГИКа, был принят в Одесский инженерно-строительный институт на факультет ПГС и окончил его в 1960 году, получив диплом инженера-строителя.
Одновременно с увлечением кино- и фотоискусством, активно занимался: волейболом (мастер спорта СССР), баскетболом, футболом, плаванием, настольным теннисом (по всем видам — II разряд); целевой стрельбой из пистолета (к. м. с.), шахматами (II категория). Был участником команд мастеров по волейболу (1959—1974), выступавших в Высшей лиге СССР.

## Биография
Трудовую деятельность начал в должности архитектора, а затем старшего архитектора в 1960 г. в Государственном институте проектирования городов (одесский филиал), куда был направлен для реализации дипломного проекта «Планетарий в г. Одессе», разделившего первое и второе место в общегородском конкурсе.
- 1963—1970 гг. — аспирант, ассистент, старший преподаватель, доцент Одесского инженерно-строительного института. В 1967 г. защитил диссертацию «Ремонт и восстановление железобетонных конструкций композиционными полимерными материалами» на получение ученой степени кандидата технических наук по специальности «Строительные конструкции и материалы».
- 1968—1969 гг. в Киевском государственном университете им. Т. Г. Шевченко прошёл курс переводчиков.
- 1970—1971 гг. был командирован доцентом Королевского университета г. Пном-Пень (Камбоджа).

С 1963 г. по январь 2016 г. работал в ОИСИ, (позднее переименованном в ОГАСА): 1974—1975 гг. — деканом Архитектурного факультета, с 1975 г. по 2016 г. — заведующим кафедры «Архитектурные конструкции, реставрация и реконструкция зданий, сооружений и их комплексов» ОГАСА.
В 1990 г. защитил диссертацию «Защитно-конструкционные полимеррастворы для реставрации памятников архитектуры, истории и культуры» на получение ученой степени доктора технических наук, в 1991 г. решением ВАК присвоено ученое звание профессора основ архитектуры и реставрации.
Постоянно работал над повышением своего научного и педагогического уровня: в 1973—1974 гг. стажировался и работал в CSTB (Министерстве архитектуры и строительства) в Париже, Франция; в 1984 г. в Высшем институте архитектуры и строительства в Софии, Болгария. Участвовал и был организатором научных и практических конференций и симпозиумов на Украине и за рубежом (Россия, Бельгия, Швейцария, Голландия, Австрия, Германия, Франция, Монако, Польша, Израиль, Армения, Грузия).
Свой опыт передавал студентам, читая следующие учебные дисциплины: «Архитектурные конструкции», «Инженерная архитектоника», «Введение в строительное дело», «Планировка городов», «Реконструкция и реставрация архитектурных объектов», «Архитектурно-историческая среда», «Проблемы реставрации и реконструкции», «Урбанистика», «Комплексное освоение городских территорий», «Спецкурсы».
Руководил научным семинаром «Реставрация, реконструкция, урбоэкология». Аспиранты В. А. Лисенко после защиты диссертации работают на Украине, в России, США, Польше, Молдове.
Выступал за развитие в вузах архитектурно-строительного профиля подготовки специалистов по реставрации архитектурного наследия: им организовано совместное выполнение курсовых и дипломных проектов студентами ОГАСА и студентами стран Австрия (Вена), Франция (Париж), Германия (Мюнхен), Болгария (София), Италия (Флоренция) в том числе по программам ТАСИС и ИККРОМ. Являлся автором сценариев и ведущим серии телепрограмм по архитектуре Одессы, об истории архитектуры и градостроительства, о проблемах преподавания архитектуры и инженерных конструкций в строительных вузах (1994—2013). Пропагандировал возрождение и поддержку на государственном уровне научных проектных реставрационных учреждений.
Им опубликовано более 300 научных работ, выполнено 20 проектов, получено 5 авторских свидетельств на изобретения. В 2014 г. вышла в свет фундаментальная монография «Архитектура. Хроноэволюция архитектурных форм, конструкций и материалов». Это исследование получило признание отечественных и зарубежных специалистов. Являлся главным редактором сборника научных трудов Южноукраинского отделения Национального комитета ИКОМОС «Реставрация, реконструкция, урбоэкология» (издание ВАК); членом редакционно-издательского Совета ОГАСА; членом редколлегии «Вісника ОДАБА», сборника научных трудов «Региональные проблемы архитектуры и градостроительства».
Свободно владел русским, украинским, английским и французским языками. Читал техническую литературу на болгарском, польском, чешском, сербском, немецком, испанском, итальянском языках.
Проводил большую научную и общественную работу: был членом Ученого совета Одесской государственной академии строительства и архитектуры; членом Ученого совета Архитектурно — художественного института; членом специализированного Совета по присуждению ученых степеней и ученых званий, ОГАСА; членом специализированного Совета по защите диссертаций, являлся основателем и первым президентом Южно-украинского отделения ИКОМОС, членом рабочей группы стран СЭВ по реставрации, Президентом «Альянс франсэз» (Одесса), Председателем секции «Строительство, реконструкция, реставрация» Одесского отделения Инженерной академии Украины, вице-председателем секции «Реставрация» Строительной Академии Украины, Вице-президентом Ассоциации европейской культуры «Белая акация», а также: членом архитектурно-градостроительного совета при Управлении градостроительства и архитектуры облгосадминистрации; экспертом Центра городских технологий при горисполкоме г. Одессы; Членом Совета по обновлению Одесского Оперного театра (с 03.2001 г.); Членом Оргкомитета по созданию Одесского Православного Университета; Членом президиума Международного экологического союза; Членом Ученого совета Одесской государственной библиотеки им. Горького; депутатом Одесского Областного Совета народных депутатов (1990—1994); кандидатом в народные депутаты Верховного Совета Украины, (2002).
Похоронен на Одесском Втором христианском кладбище на участке № 66, рядом с родителями.

## Награды и звания
Был награждён: золотыми медалями (2), первая (1), вторая (3) и третья (1) премии ВДНХ СССР и УССР. За успехи в трудовой и общественной деятельности награждён медалями: «Жителю блокадного Ленинграда» (1993 г.), «В честь 60-летия полного освобождения Ленинграда от фашистской блокады» (Постановление правительства С.-Петербурга от 16.12.2003 г. № 87), «В память 300-летия С.-Петербурга» (Указ Президента Российской Федерации от 19.02.2003 г.), «60 лет освобождения г. Одессы от фашистских захватчиков» (распоряжение Одесского городского Головы № 424-01 / г от 05.04.2004 г.), «60 лет освобождения Одещины от фашистских захватчиков» (указ начальника Одесской Областной государственной администрации, 27.08.2004 г.), «В честь 65-летия полного освобождения Ленинграда от фашистской блокады» (Постановление Правительства Санкт-Петербурга от 16.12.2008 № 1558), «70 лет победы в Великой Отечественной войне 1941—1945 гг.» (Указ Президента РФ от 21.12.1913).